# Tettigonia flavicauda
Tettigonia flavicauda är en insektsart som beskrevs av Taschenberg 1884. Tettigonia flavicauda ingår i släktet Tettigonia och familjen dvärgstritar. Inga underarter finns listade i Catalogue of Life.